# Pulsatrix Studios
Pulsatrix Studios é um estúdio brasileiro independente de desenvolvimento de jogos eletrônicos, fundado em 2019. Especializado em títulos de terror psicológico e ficção científica, o estúdio ganhou destaque com o lançamento de Fobia – St. Dinfna Hotel em 2022 e atualmente trabalha em seu próximo projeto, A.I.L.A, previsto para 2025.

## História
A Pulsatrix Studios foi oficialmente fundada em 2019 por um grupo de profissionais apaixonados por jogos, incluindo designers, programadores, músicos e animadores. O nome "Pulsatrix" é derivado do termo científico em latim para "coruja", simbolizando as longas noites de trabalho que marcaram o início do estúdio. Desde sua criação, a empresa opera de forma totalmente remota, permitindo que seus colaboradores trabalhem de diferentes locais.

## Jogos

### Fobia – St. Dinfna Hotel
Lançado em 28 de junho de 2022, Fobia – St. Dinfna Hotel é um jogo de terror psicológico em primeira pessoa. O jogador assume o papel do jornalista Roberto Leite Lopes, que investiga acontecimentos paranormais em um hotel na fictícia cidade de Treze Trilhas. O título, desenvolvido pelo estúdio brasileiro Pulsatrix Studios, foi inspirado por obras clássicas do gênero como O Iluminado e buscou criar uma experiência imersiva com forte foco em ambientação e atmosfera sonora.
O jogo foi financiado com apoio de uma campanha no Catarse e também recebeu investimento do Epic MegaGrant, um programa de incentivo da Epic Games para jogos desenvolvidos na Unreal Engine. Recebeu destaque nacional e internacional, foi finalista em categorias do Big Festival, e premiado como Melhor Visual de Jogos na SBGames 2020.

### A.I.L.A
Anunciado oficialmente em 2023, A.I.L.A é um jogo de terror e ficção científica ambientado em um futuro próximo, no ano de 2035. No enredo, o protagonista Samuel participa de testes em uma simulação criada por uma inteligência artificial com capacidades desconhecidas.
O jogo será desenvolvido na Unreal Engine 5 e conta com o envolvimento do criador de conteúdo MaxMRM, que atua como diretor criativo do projeto.

## Reconhecimento
Fobia – St. Dinfna Hotel recebeu o prêmio de Melhor Visual de Jogos na SBGames 2020 e foi finalista em diversas categorias no Big Festival 2021. O jogo também foi reconhecido internacionalmente, com destaque para sua ambientação e narrativa envolvente.